# Casamiento a la moda
Matrimonio a la moda (título original Marriage à-la-mode) es una serie de seis cuadros pintados por William Hogarth entre 1743 y 1745, que representan una aguda visión de las clases altas inglesas del siglo XVIII. Se trata de una denuncia moralizante sobre las terribles consecuencias de los matrimonios acordados por dinero. Los cuadros están expuestos de la National Gallery de Londres.
Esta serie no fue tan bien recibida como otros de sus cuentos morales, A Harlot's Progress (1732), y A Rake's Progress (1735), y cuando finalmente la vendió en 1751, obtuvo mucho menos dinero de lo que esperaba.

## Comentario general
En Matrimonio a la moda, Hogarth desafía la visión ideal de que los ricos viven vidas virtuosas, con una fuerte sátira sobre los matrimonios concertados. En cada pieza, muestra a una joven pareja, con sus familiares y conocidos, en su peor momento, bebiendo, jugando y practicando numerosos vicios. Es el mejor ejemplo de sus planificadas historias en serie.
- 1. Las capitulaciones matrimoniales (El contrato de boda)

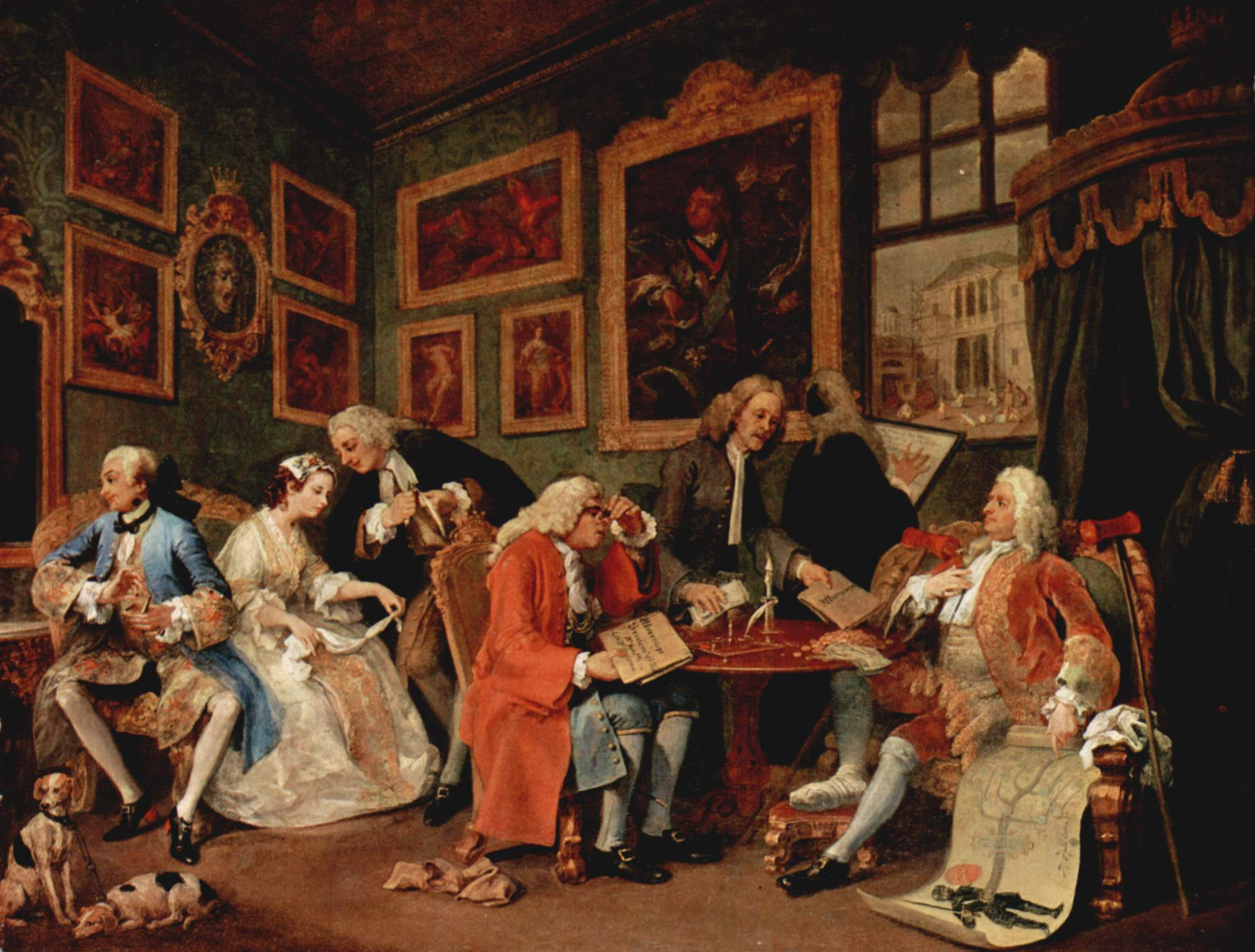
El contrato de boda

Muestra el matrimonio concertado entre el hijo del Earl Squanderfield (lit. Conde Campo-derrochado), en bancarrota, y la hija de un rico, pero miserable comerciante. La construcción de la nueva mansión del conde, visible a través de la ventana, está parada, y un usurero negocia el pago para continuarla. El viejo conde gotoso señala un cuadro del árbol genealógico de su familia, mientras que el hijo se mira en el espejo, y la novia es consolada por el abogado Silvertongue (Lengua de plata). Dos perros encadenados entre sí en una esquina reflejan la situación de la pareja.
- 2. El Tête à Tête (Poco después de la boda)

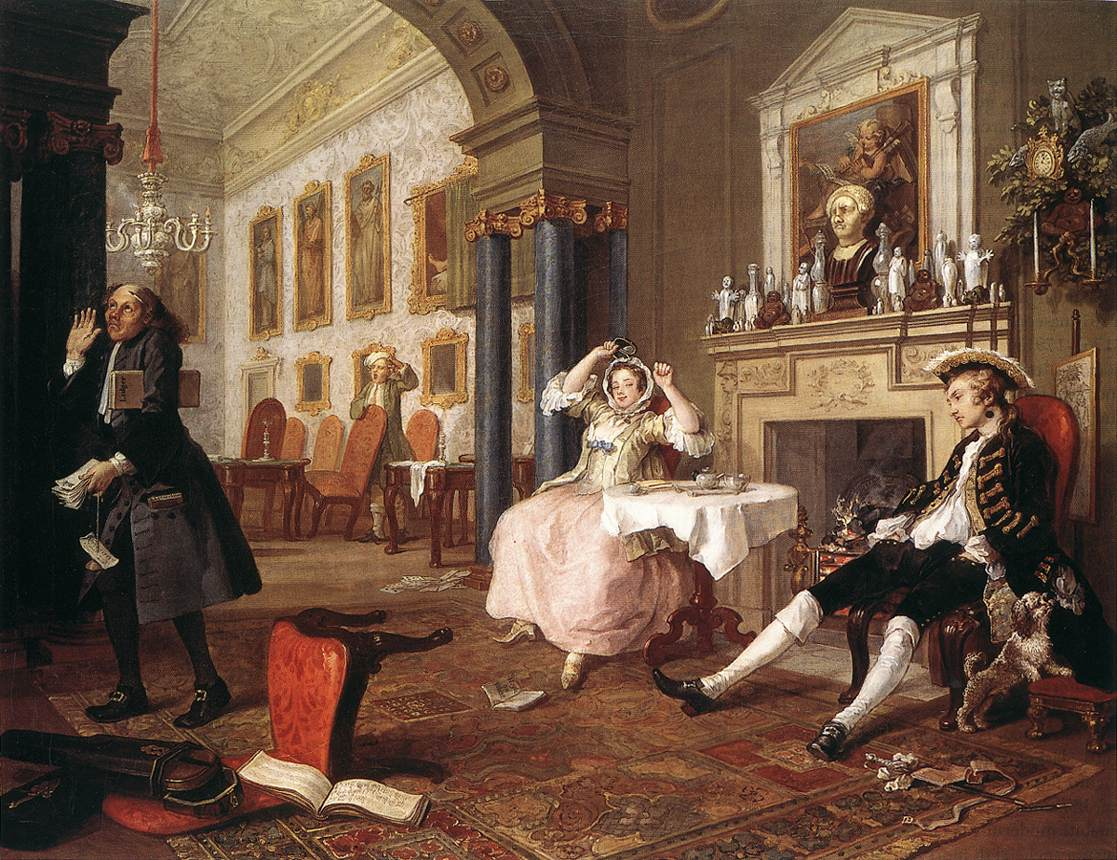
Poco después de la boda

Hay señales de que el matrimonio ha comenzado a descomponerse. Marido y mujer parecen mutuamente desinteresados. Un perrito encuentra un sombrero de señora en el bolsillo del abrigo del marido, indicando una aventura adúltera. Una espada rota a los pies muestra que ha habido lucha. La postura abierta de la mujer indica también infidelidad. El desorden de la casa y el mayordomo con una pila de facturas muestra que los asuntos de la casa son un desastre.
- 3. La inspección (La visita al médico)

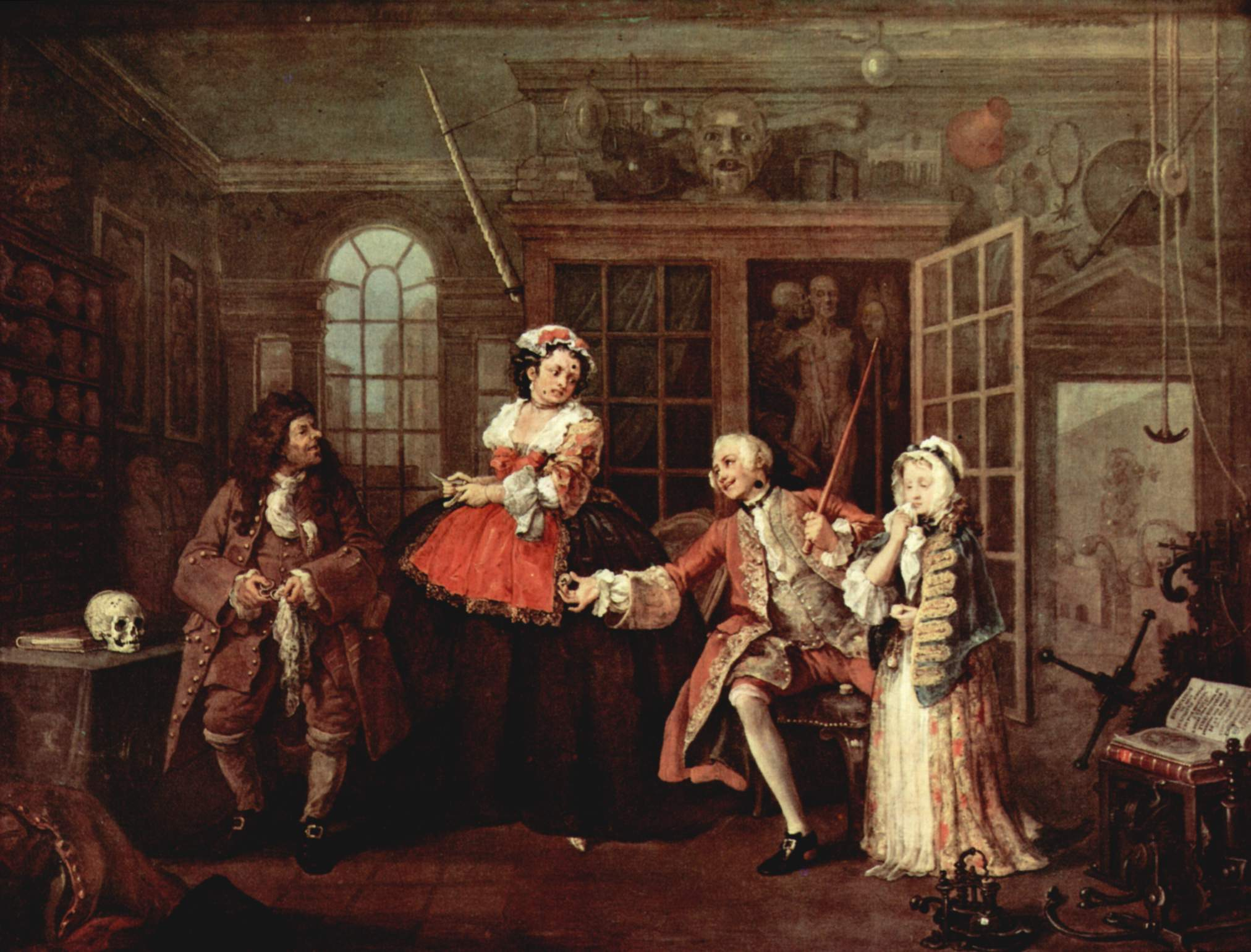
La visita al médico

El tercer cuadro de la serie muestra al vizconde visitando a un médico con una joven prostituta. El vizconde, infeliz con las píldoras de mercurio para curar su sífilis, exige un reembolso, mientras la prostituta, junto a él, frota una llaga abierta en su boca, una señal temprana de la enfermedad.
- 4.La toilette (El despertar de la condesa)

El despertar de la condesa

El viejo conde ha muerto, y su hijo es ahora el nuevo conde, y su esposa, la condesa. Ella está sentada de espaldas a sus invitados, ajena a los mismos, mientras un criado atiende a su toilette. El abogado, Silvertongue, el mismo del primer cuadro, está inclinado junto a la condesa, sugiriendo la existencia de una relación amorosa. Este punto es subrayado por el niño, que delante de la pareja, apunta a los cuernos de la estatua de Acteón, símbolo del adulterio. Los cuadros del fondo incluyen la historia de Lot y sus hijas, Júpiter e Ío, y el rapto de Ganimedes.
- 5.La muerte del conde

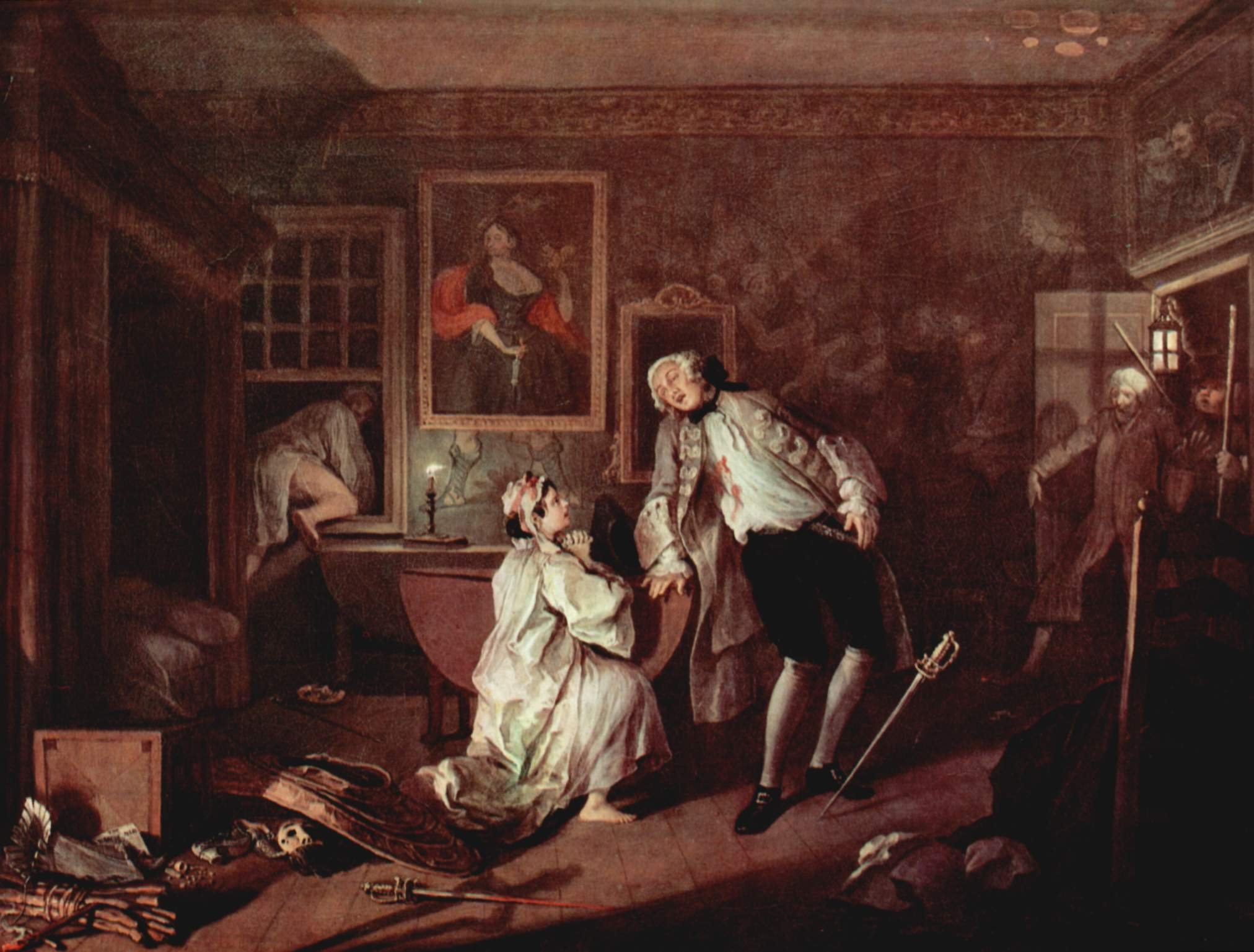
La muerte del conde

El nuevo conde ha sorprendido a su mujer acostada con su amante, el abogado, y al atacarlo resulta fatalmente herido. Mientras ella suplica perdón al hombre malherido, el asesino, en camisa de dormir, sale precipitadamente por la ventana. El cuadro de una mujer con una ardilla en la mano, colgado detrás de la condesa, contiene connotaciones lascivas. Las máscaras en el suelo indican que la pareja ha estado en una mascarada.
- 6.El suicidio de la condesa

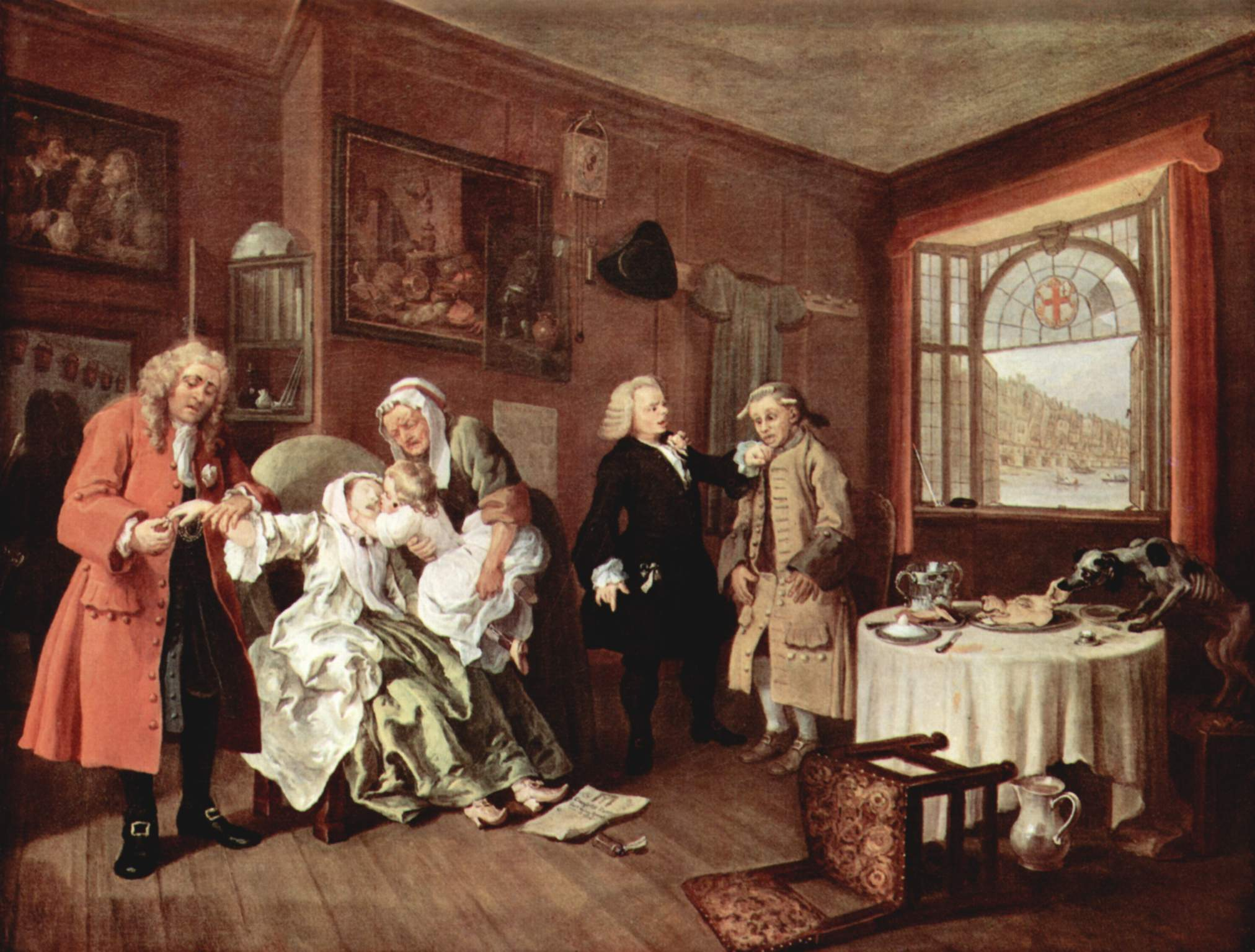
El suicidio de la condesa

Finalmente, en el sexto cuadro, la condesa se envenena, atormentada por el dolor y la viudedad, después de que su amante es colgado en Tyburn por el asesinato de su marido. Una vieja aya llevando a su hijo permite al niño darle un beso, pero la marca en la mejilla del niño y la pinza en su pierna, sugieren que su enfermedad ha pasado a la siguiente generación. El padre de la condesa, cuya vida miserable es evidente en la casa desnuda y el perro famélico, retira el anillo de boda de su dedo.
Estas pinturas fueron mal recibidas por el público, para gran decepción del artista. Las vendió a Mr. Lane de Hillington por ciento veinte guineas. Pero solo los marcos le costaron a Hogarth cuatro guineas cada uno, por lo que la remuneración de la serie completa fue de cien libras y dieciséis chelines. De Mr Lane, pasaron a su sobrino, el coronel Cawthorn. En mayo de 1796 fueron vendidos en subasta de Christie's, Pall Mall, por la suma de mil guineas; el comprador fue John Julius Angerstein. Ahora pertenecen al gobierno británico como parte de la colección de la National Gallery de Londres.
Hogarth tenía la intención de continuar la serie del Marriage à-la-mode con otra llamada The Happy Marriage, pero, nunca fue completada, y sólo queda una serie de esbozos inacabados.

## Comentario técnico
Aunque esta serie de cuadros son obras de arte por derecho propio, su propósito original era proporcionar temas para series de grabados en placas de cobre. Por la naturaleza del proceso, cuando se graban las placas, la imagen grabada en la placa se invierte, es decir, se convierte en una imagen especular del original. Normalmente, cuando las pinturas no van a ser grabadas, se producen en el sentido correcto - no invertido - y el grabador la ve en un espejo, mientras se lleva a cabo el grabado. Hogarth era también grabador, y no le gustaba el uso de espejos, por lo que, inusualmente, produjo las pinturas del Marriage à-la-mode, ya invertidas, para que el grabador las copiara directamente. 